# FEMEN
FEMEN (ukrajinsky Фемен) je ukrajinská radikálně feministická organizace založená v Kyjevě v roce 2008. Hnutí je známé tím, že na jeho veřejných akcích zpravidla účinkuje i několik polonahých nebo úplně nahých žen, za účelem upoutání pozornosti médií.
Jedná se o převážně ženské sociální hnutí, které reaguje na témata jako sexuální turistika, sexismus, LGBT práva, porušování občanských práv a další.
Hnutím se inspirovaly také ženské organizace v jiných zemích. Například od roku 2012 je sdružení FEMEN registrované v Německu. Německá organizace nejčastěji protestuje proti sílícímu neonacismu, islámskému fundamentalismu a katolické církvi. Podobné zaměření má i FEMEN ve Francii.

## Vznik

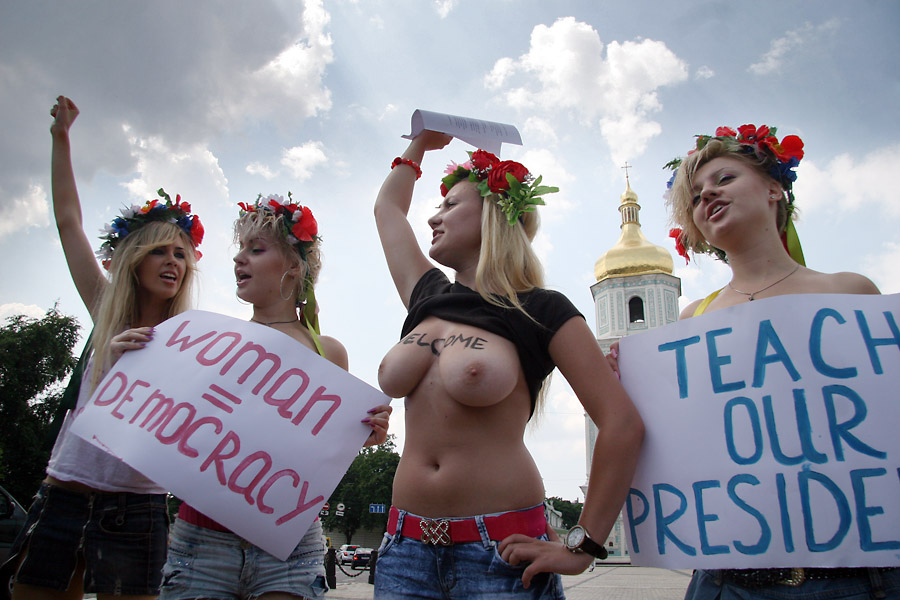
Aktivistky Femenu vítají na Ukrajině v červenci 2010 americkou ministryni zahraničí Hillary Clintonovou

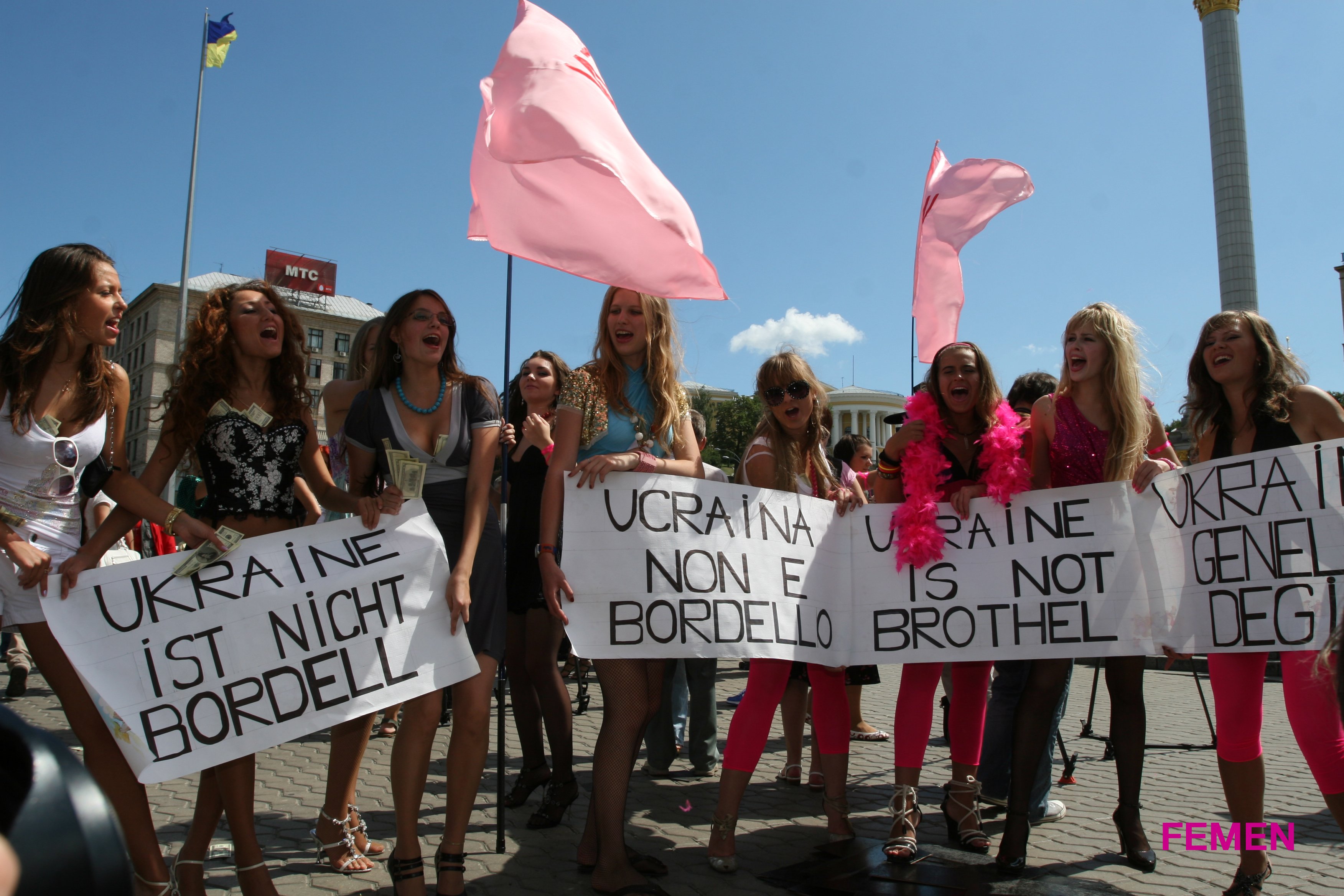
Aktivistky Femenu se snaží upozornit na sexuální turistiku cizinců po zavedení bezvízového vstupu na Ukrajinu v roce 2005

FEMEN založil a dlouho ovládal ukrajinský aktivista Viktor Svjatskij, který se podle australské režisérky Kitty Greenové choval jako sexistický despota, do organizace vybíral nejhezčí dívky a hnutí založil, aby mohl mít s dívkami sex.

## Aktivity

### Odpor proti Rusku
Hnutí je známo svým negativním postojem k Rusku a také prosazuje nezávislost Ukrajinské pravoslavné církve na Moskevském patriarchátu. V květnu 2010 FEMEN protestoval proti návštěvě ruského prezidenta Dimitrije Medveděva na Ukrajině. Když nejvyšší představitel Ruské pravoslavné církve patriarcha Kirill navštívil v roce 2012 ukrajinský Kyjev, aktivistka hnutí FEMEN měla na svém těle napsáno „Zabijte Kirilla“. V pařížském muzeu Grévin protestovala ukrajinská aktivistka Femenu s nápisem „Zabijte Putina“.

### Aktivity ve Vatikánu
V listopadu 2011 se aktivistka Femenu Alexandra Ševčenková vysvlékla a demonstrovala na Svatopetrském náměstí při nedělním kázání papeže Benedikta XVI. Ševčenková a její doprovod byli okamžitě zadrženi italskou policií.
Znovu před papežem na Svatopetrském náměstí ve Vatikáně demonstrovaly čtyři ukrajinské aktivistky z Femenu v lednu 2013. Na těle měly napsáno „In Gay We Trust“ a protest začal během modlitby papeže Benedikta XVI. Demonstrantky byly okamžitě zadrženy policií.
Polonahé aktivistky z Femenu se v letech 2014 a 2017 opakovaně pokoušely ukrást sošku Ježíška z jesliček ve Vatikánu, aktivistka křičela „Bůh je žena“. Hnutí FEMEN apelovalo na širší veřejnost, aby kradla sošky Ježíšků po celém světě.

### Protest proti prezidentu Zemanovi
V pátek 12. ledna 2018 během volby prezidenta České republiky 2018 konfrontovala ve volební místnosti ukrajinská aktivistka hnutí FEMEN prezidenta České republiky Miloše Zemana, přitom vykřikovala „Zeman, Putin's slut“ (česky Zeman, Putinova děvka). Ukrajinka s angolskými kořeny Angelina Diashová se skrývala mezi novináři, v minulosti například narušila mezinárodní fotbalový zápas v Charkově, zúčastnila se protestů Euromajdan proti Viktoru Janukovyčovi a v červnu 2016 ji zadržela ukrajinská policie poté, co polonahá protestovala proti návštěvě běloruského prezidenta Alexandra Lukašenka na Ukrajině a narušila jeho setkání s ukrajinským prezidentem Petrem Porošenkem, za což jí hrozí na Ukrajině za chuligánství dva až pět let vězení.
Zemanův protikandidát Jiří Drahoš v reakci na incident vyjádřil obavu o život ukrajinské aktivistky, která podle Drahoše provedla „velkou nerozvážnost“, protože prezident České republiky je chráněnou osobou pod dohledem prezidentské ochranky.

## Financování
Hnutí FEMEN financují nebo financovali například americký podnikatel Jed Sunden, bývalý vlastník deníku Kyiv Post a zakladatel ukrajinské společnosti KP Media, německá podnikatelka Beate Schober, která žije na Ukrajině nebo příslušníci početné ukrajinské diaspory v Kanadě.
Podle italského deníku Libero pracovnice ukrajinského televizního kanálu 1+1, která pronikla v roce 2012 do organizace FEMEN, zjistila, že ukrajinské členky Femenu dostávají od organizace 1000 eur měsíčně, zatímco dívky pracující v kyjevském ústředí Femenu dostávají 2500 eur za měsíc (na Ukrajině byla v roce 2012 průměrná měsíční mzda okolo 500 eur). Členky hnutí FEMEN ve Francii dostávají podle deníku Libero při účasti na protestech dokonce 1000 eur za den.
Bývalá tuniská členka hnutí Amina Sboui (nyní Amina Tyler), která byla jako členka feministické organizace zatčena v Tunisku, když protestovala proti sjezdu radikálních islamistických salafistů v tuniském městě Kajruván, a která opustila FEMEN v srpnu 2013, jako jeden z důvodů svého odchodu uvedla vedle islamofobie Femenu také nedostatek transparentnosti a nejasný původ peněz, ze kterých se FEMEN financuje. Amina Sboui uvedla, že se několikrát ptala jedné z vůdkyň organizace FEMEN Inny Ševčenkové, odkud peníze pocházejí, ale nikdy nedostala jasnou odpověď.

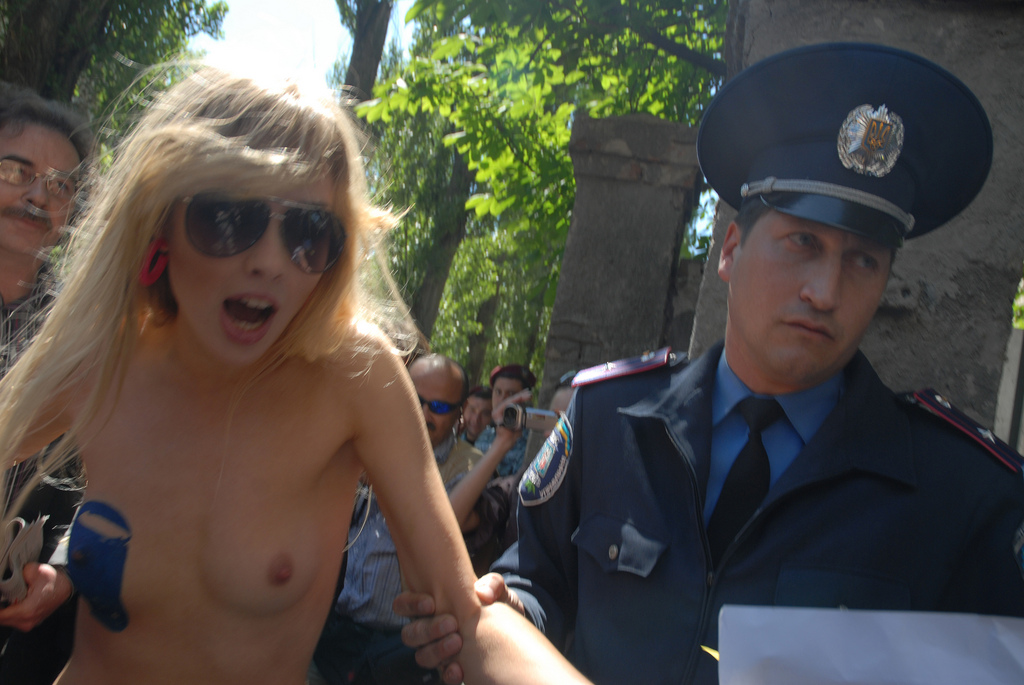
Aktivistky z hnutí FEMEN protestující před ruskou ambasádou v Kyjevě v květnu 2010
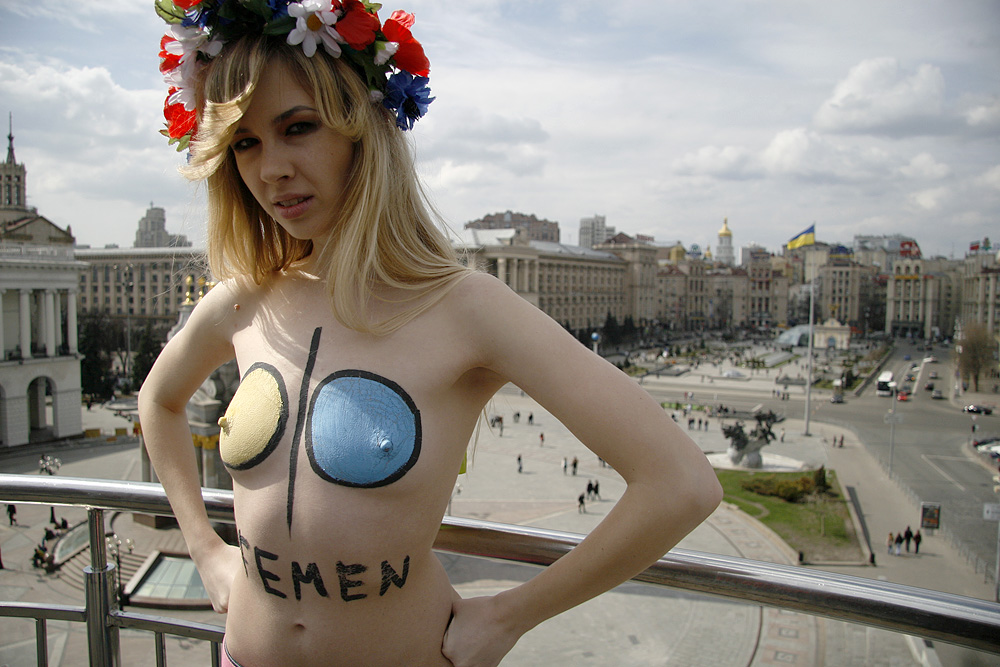
Žena nahoře bez z hnutí FEMEN
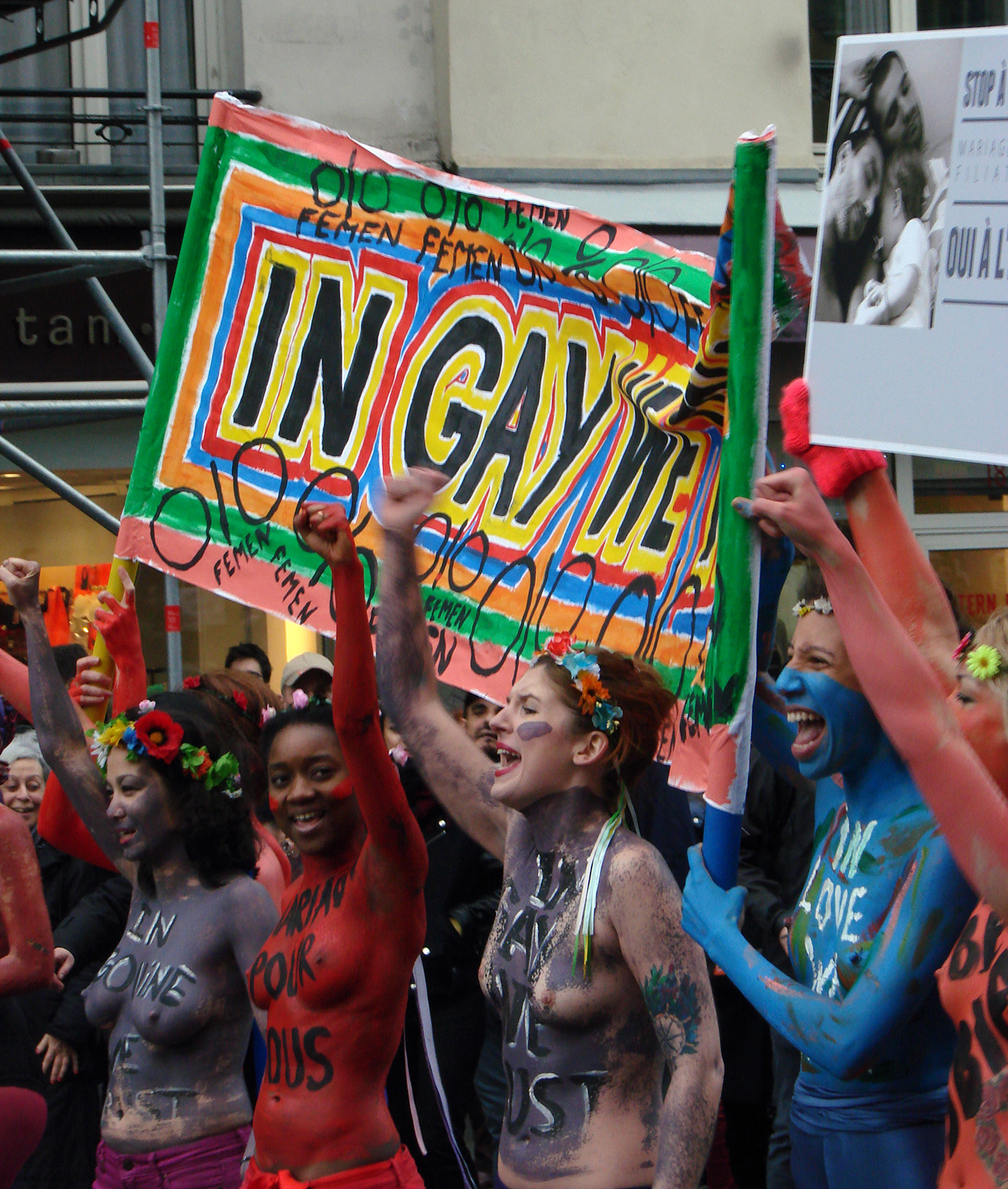
Protest hnutí FEMEN ve Francii za sňatky osob stejného pohlaví
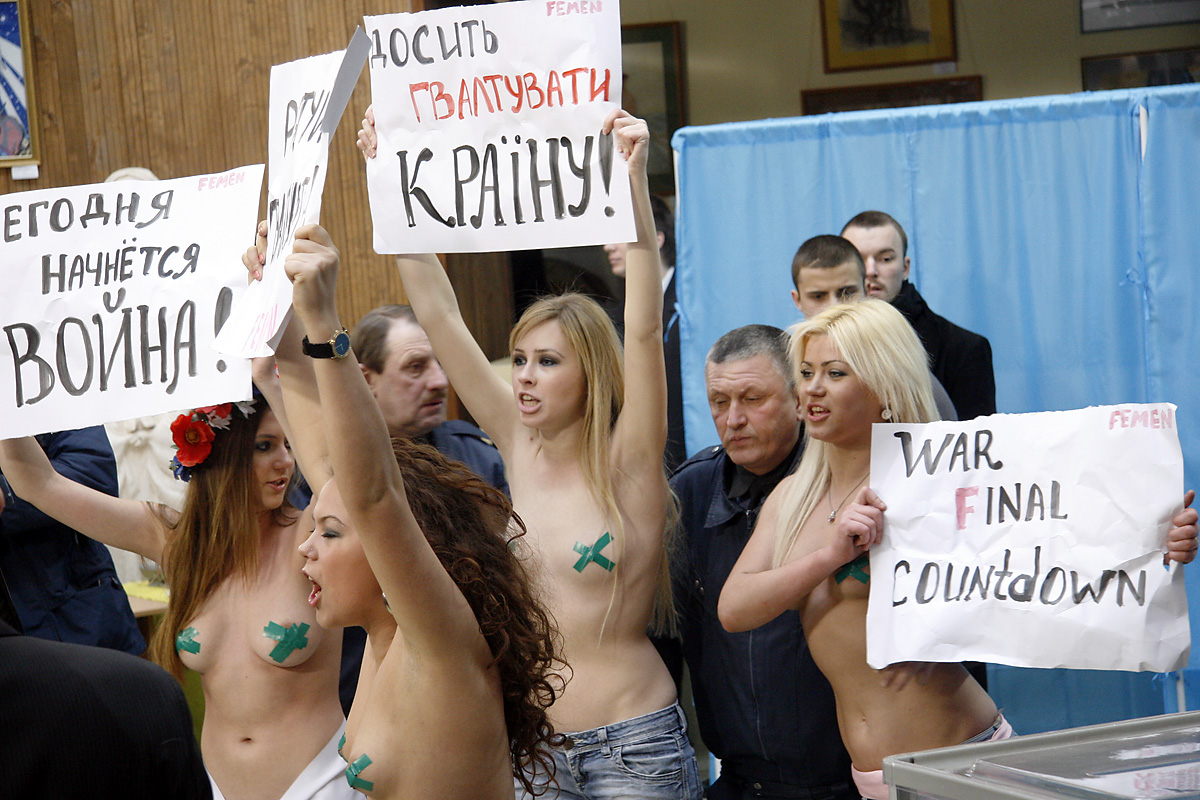
Aktivistky FEMEN protestují v únoru 2010 proti zvolení Viktora Janukovyče prezidentem Ukrajiny s nápisem „dnes začíná válka“
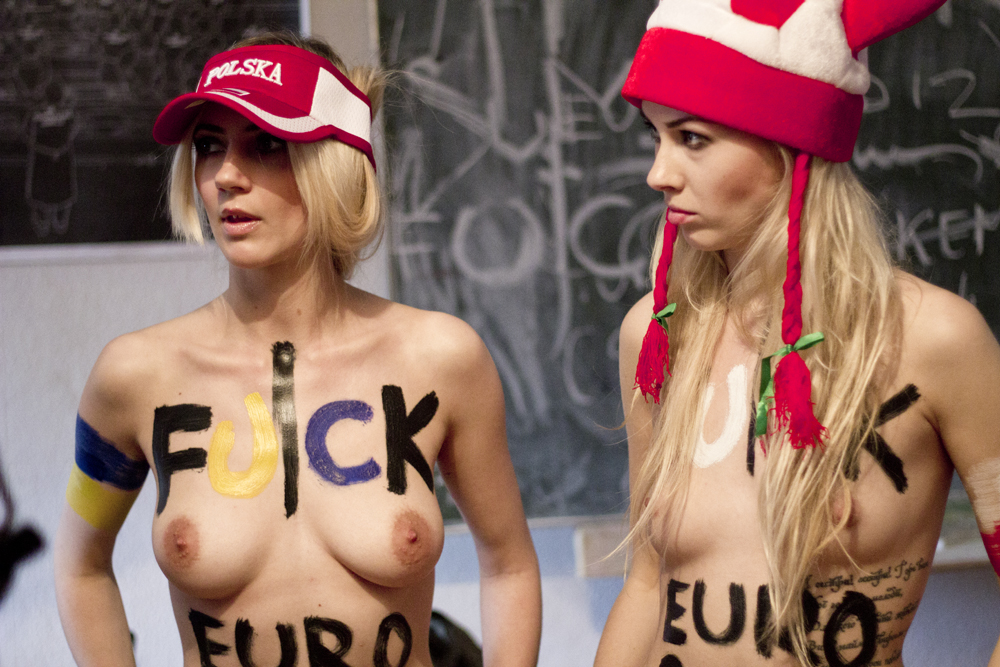
Femen protestující proti EURU 2012
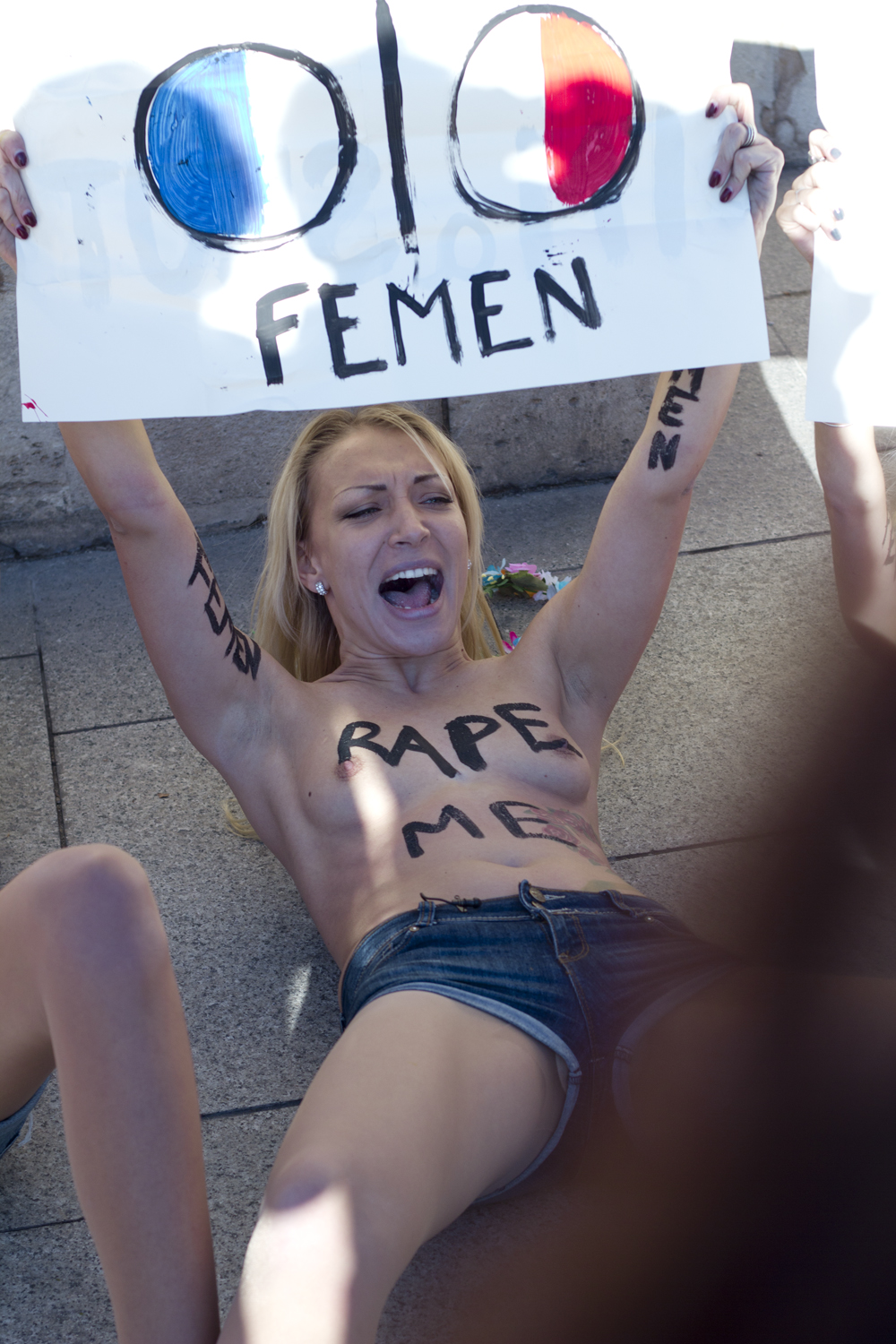
Protest hnutí FEMEN v Paříži ve Francii
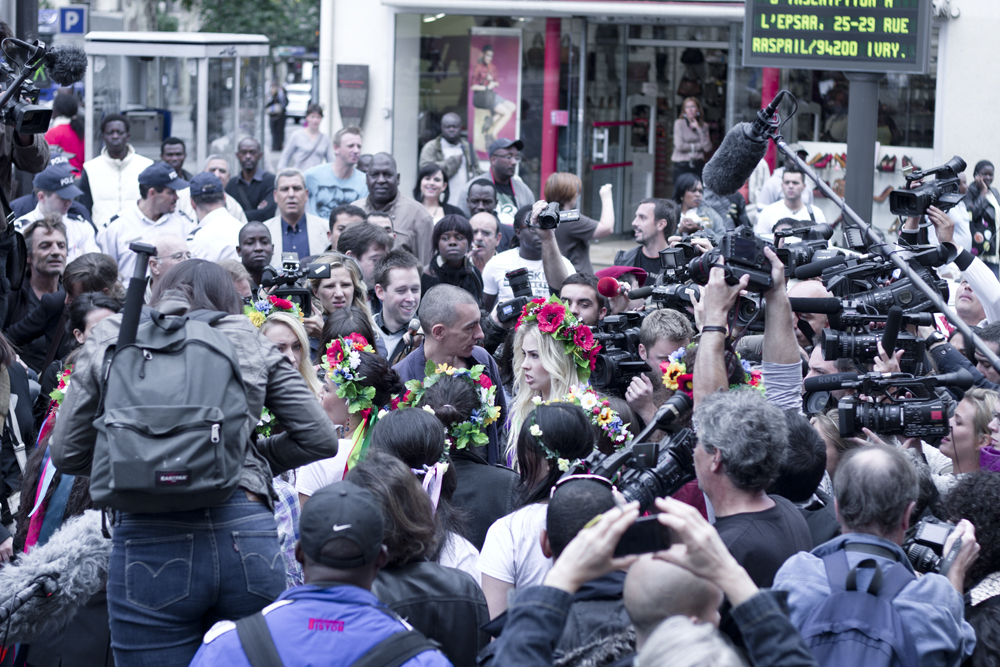
Aktivistky Femenu v Paříži obklopeny novináři a místními lidmi